# Juri Wladimirowitsch Linnik
Juri Wladimirowitsch Linnik (russisch Юрий Владимирович Линник, * 8. Januar 1915 in Bila Zerkwa in der Ukraine; † 30. Juni 1972 in St. Petersburg) war ein sowjetischer Mathematiker, der sich mit Wahrscheinlichkeitstheorie, mathematischer Statistik und analytischer Zahlentheorie beschäftigte.

## Leben und Wirken
Linnik war der Sohn eines Lehrer-Ehepaars (sein Vater Wladimir Pawlowitsch Linnik wurde später selbst Mitglied der sowjetischen Akademie der Wissenschaften, er arbeitete über Optik) und begann 1932 sein Physik-Studium in St. Petersburg. Er wechselte aber bald zur Mathematik und machte 1938 seinen Abschluss. 1939/40 war er Zugführer in der Sowjetarmee, wurde aber 1940 wieder freigestellt und wurde 1940 an der Universität Leningrad bei Wladimir Abramowitsch Tartakowski promoviert (Darstellung großer Zahlen durch positive ternäre quadratische Formen), das heißt, er erhielt den russischen Doktortitel (was im Westen der Habilitation entspricht). Die Arbeit wurde durch Vorlesungen von Boris Alexejewitsch Wenkow angeregt und führte auf ein Problem der Geometrie der Zahlen (Abzählen von Gitterpunkten in einem Ellipsoid). 1941 war er als Freiwilliger an den Kämpfen um die Pulkowo-Höhen bei Leningrad beteiligt. Er machte einen Teil der Belagerung mit, wurde aber 1941 nach Kasan evakuiert. Schon ab 1940 war er im Leningrader Zweig des Steklow-Instituts, dem er auch nach dem Krieg als Professor angehörte. Gleichzeitig war er ab 1944 Mathematik-Professor an der Universität Leningrad.
Zuerst beschäftigte er sich mit Zahlentheorie. In seiner Dissertation wandte er Methoden der Ergodentheorie (so in Linniks Satz über die asymptotische Verteilung der ganzzahligen Punkte auf einer Kugel mit zunehmendem Radius) in ihr an. Er befasste sich mit der Kreismethode von Hardy-Littlewood und der Methode trigonometrischer Summen in der Zahlentheorie nach Iwan Matwejewitsch Winogradow. 1941 führte er das „große Sieb“ ein, das Ausgangspunkt eines ganz neuen Zweiges der analytischen Zahlentheorie war. Das Motiv war die Suche nach einem Beweis für die Vermutung des kleinsten Nicht-Residuums von Winogradow, was ihm in Spezialfällen gelang. 1950 führte er die Dispersionsmethode in die additive Zahlentheorie ein. Er untersuchte auch Dichtigkeitssätze für dirichletsche {\displaystyle L}-Funktionen. Später wandte er sich auch der Statistik und Wahrscheinlichkeitstheorie zu. Er löste dort unter anderem das Behrens-Fischer-Problem in der Statistik über die Differenz der Mittelwerte zweier normalverteilter Größen (mit unterschiedlicher Varianz).
1946 gab er einen neuen Beweis des Satzes von Winogradow und 1943 gab er einen neuen elementaren Beweis des Waringschen Problems (das heißt ohne Hilfsmittel der Analysis), dargestellt und weithin bekannt gemacht in dem Buch Drei Perlen der Zahlentheorie von Alexander Jakowlewitsch Chintschin.
Der Satz von Linnik stellt die Frage nach Schranken für die kleinste Primzahl p(d) in einer arithmetischen Progression a, a+d …, a+dn (mit a, d relativ prim und d<a, n beliebige positive natürliche Zahl) in Abhängigkeit von d. Linnik bewies 1944 {\displaystyle p(d)<cd^{L}} mit Konstanten {\displaystyle c\geq 1}, {\displaystyle L\geq 2}. Nach Iwaniec und Kowalski ist der Satz eine der größten Errungenschaften der analytischen Zahlentheorie. Die oberen Schranken für L (Linnik´s Konstante) wurden im Laufe der Zeit immer weiter abgesenkt, beginnend 1957 von Pan Chengdong bei 10.000 bis zum Stand von 2011 auf {\displaystyle L\leq 5} (Triantafyllos Xylouris) Linnik selbst gab keine konkreten Werte für c, L an. Die Konstanten c, L sind effektiv berechenbar.
1947 erhielt er den Stalinpreis und 1970 den Leninpreis. 1953 wurde er korrespondierendes und 1964 volles Mitglied der sowjetischen Akademie der Wissenschaften. 1959 (dem Jahr ihrer Gründung) bis 1965 war er Präsident der Leningrader Mathematischen Gesellschaft. Er war auswärtiges Mitglied der Königlich Schwedischen Akademie der Wissenschaften (1971) und Ehrenmitglied der London Mathematical Society (1967). 1970 war er Invited Speaker auf dem Internationalen Mathematikerkongress in Nizza (Some recent developments in sequential estimation theory), 1958 in Edinburgh (On divisor problems and some related binary additive problems) und 1962 in Stockholm (On similar regions in mathematical statistics).
Zu seinen Schülern gehören Alfréd Rényi, der Linniks Methode des großen Siebes anwandte, Jonas Kubilius, Ildar Abdulowitsch Ibragimow, Abram Mejerowitsch Kagan und Anatoli Andrianow. Linniks Sieb wurde von seinem Schüler A. Winogradow und unabhängig von Enrico Bombieri 1965 erweitert.

## Schriften
- mit Ildar Ibragimow: Independent and stationary sequences of random variables. Wolters-Noordhoff Series of Monographs and Textbooks on Pure and Applied Mathematics, 1971.
- Die Methode der kleinsten Quadrate in moderner Darstellung. Berlin 1961.
- mit I.V.Ostrowskij: Decomposition of random variables and vectors. American Mathematical Society, Providence, Rhode Island, 1977.
- Decomposition of probability distributions. New York 1964.
- The dispersion method in binary additive problems, AMS 1963
- mit A. M. Kagan, S. R. Rao: Characterisation problems in mathematical statistics. New York, 1973.
- Statistical problems with nuisance parameters. AMS 1968.
- Ergodic properties of algebraic fields. New York 1968.
- Leçons sur les Problèmes de Statistique Analytique. Paris 1967.
- mit Alexander Gelfond: Elementary methods in the analytic theory of numbers. Oxford 1966.